# Luigi Giussani
Luigi Giovanni Giussani (ur. 15 października 1922 w Desio koło Mediolanu, zm. 22 lutego 2005) – włoski duchowny katolicki, założyciel międzynarodowego ruchu katolickiego Comunione e Liberazione (CL, Komunia i Wyzwolenie).

## Biogram
Studiował w seminarium w Mediolanie i na Wydziale Teologicznym w Venegono. Na studiach, gdzie jednym z jego kolegów był przyszły arcybiskup Bolonii Enrico Manfredini, założył grupę dyskusyjną i pismo "Studium Christi". Przyjął święcenia kapłańskie w 1945 i podjął pracę wykładowcy w seminarium w Venegono. Specjalizował się w teologii wschodniej i teologii protestanckiej w Ameryce. Na początku lat 50. poprosił przełożonych o zgodę na pracę poza seminarium i przeniósł się do nauczania w szkole średniej im. Giovanniego Berchet w Mediolanie (1955–1964).
Zwracał uwagę na problem wychowania. Został wykładowcą Katolickiego Uniwersytetu Najświętszego Serca w Mediolanie (kierował Katedrą Wstępu do Teologii) i zaangażował się w działalność studenckiego skrzydła Akcji Katolickiej – Gioventu Studentesca. Przyczynił się do rozwoju tej organizacji. Na polecenie arcybiskupa Mediolanu Giovanniego Colombo kontynuował studia teologiczne i przerwał na kilka lat kontakt ze środowiskiem młodzieżowym. W 1969 powrócił do działaczy dawnego Gioventu Studentesca, które w międzyczasie opuściło Akcję Katolicką pod wpływem serii protestów studenckich w Europie w maju 1968; ks. Giussani stanął na czele nowej organizacji – Comunione e Liberazione. Był przewodniczącym Rady Generalnej CL i doprowadził m.in. do uznania organizacji przez watykańską Papieską Radę ds. Świeckich. Zyskał wpływy nie tylko w Kościele, ale także w świecie politycznym i gospodarczym; w gronie zwolenników i działaczy CL byli m.in. przyszły kardynał Angelo Scola i znany polityk Rocco Buttiglione. W lutym 1987 ks. Giussani zabrał głos na konwencji Włoskiej Partii Chrześcijańskich Demokratów w Assago.
W 1983 Jan Paweł II obdarzył go godnością papieskiego prałata honorowego; w 1995 został laureatem Międzynarodowej Nagrody Kultury Katolickiej. Pełnił funkcję konsultanta Kongregacji ds. Duchowieństwa oraz Papieskiej Rady ds. Świeckich.

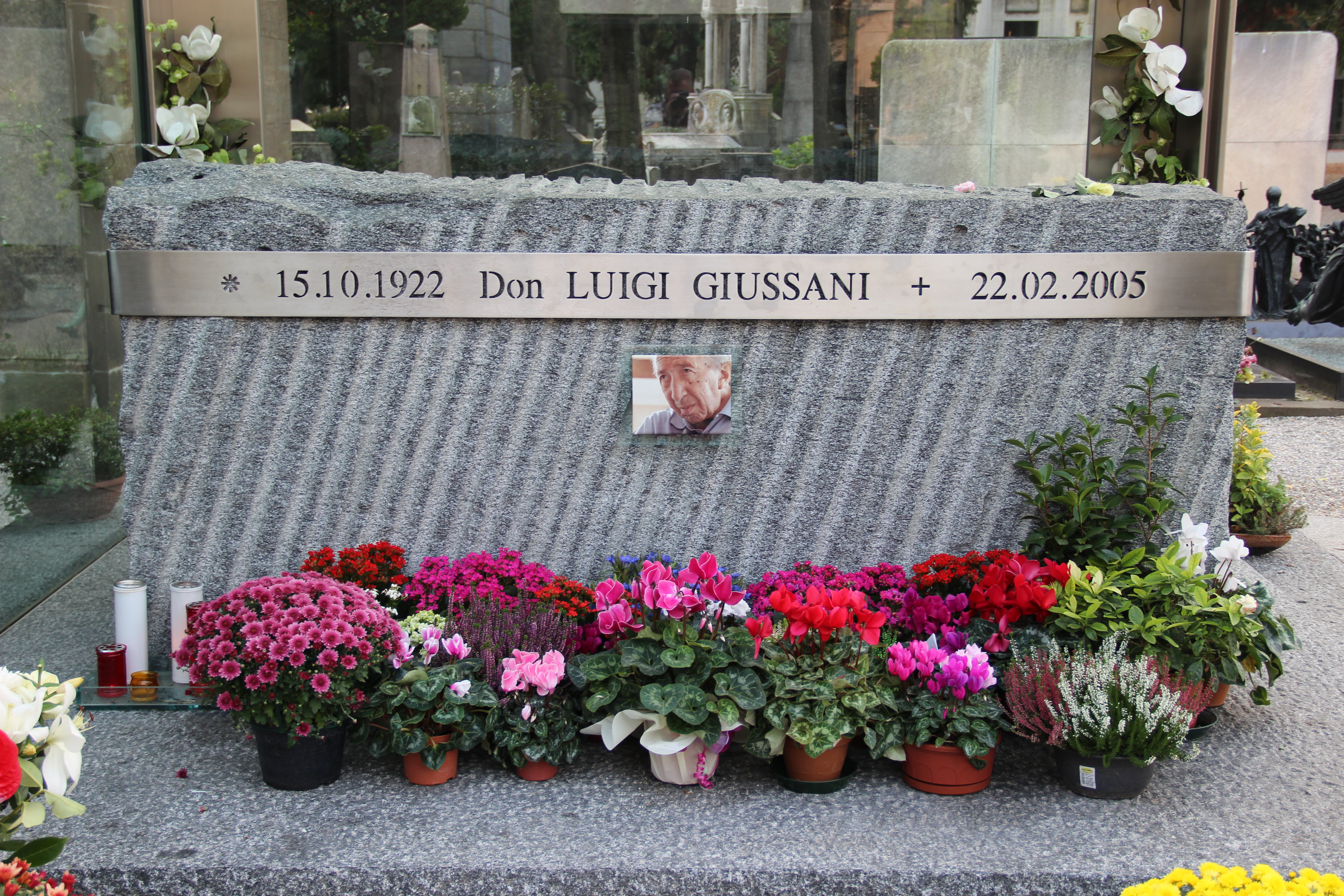
Grobowiec Luigi Giussaniniego w Mediolanie

## Publikacje
Był autorem wielu publikacji, tłumaczonych na różne języki. Opracował dla włoskiej Encyklopedii Katolickiej hasło "wychowanie". Do najbardziej znanych jego prac należą:
- Seria Per Corso (W Trakcie):
  1. Zmysł Religijny (Il senso religioso, The Religious Sense) (1997)
  2. Chrześcijaństwo Jako Wyzwanie, U Źródeł Chrześcijańskiego Roszczenia (All'origine della pretesa christiana , At the Origin of the Christian Claim) (1998)
  3. Dlaczego Kościół (Perche la chiesa? , Why the Church?) (2000)
- He Is If He Changes (1994)
- Religious Awareness in Modern Man (1998)
- Ryzyko Wychowawcze (The Risk of Education) (2001)
- The Psalms (2004)